# Karl-Heinz Otto (Prähistoriker)
Karl-Heinz Otto (* 9. November 1915 in Kassel; † 29. Mai 1989 in Berlin) war ein deutscher Prähistoriker.

## Leben
Karl-Heinz Otto studierte Ur- und Frühgeschichte, Geologie und Anthropologie an der Universität Halle. Im Dezember 1939 wurde er dort mit einer Arbeit zum Thema Die Ostausbreitung der Germanen im mittleren Elbegebiet in den letzten Jahrhunderten vor Beginn der Zeitrechnung promoviert. Anschließend wurde er eingezogen und im Zweiten Weltkrieg schwer verwundet. 1946 wurde er zum kommissarischen Leiter des Landesmuseums für Vorgeschichte in Halle (Saale). 1950 wurde Otto Lehrbeauftragter an der Universität Halle, bevor er schließlich 1951 als Lehrbeauftragter an die Humboldt-Universität zu Berlin wechselte. Dort machte er rasch Karriere. Die Habilitation erfolgte 1953 mit der Arbeit Die sozialökonomischen Verhältnisse bei den Stämmen der Leubinger Kultur. 1954 wurde er Dozent, 1955 Professor mit vollem Lehrauftrag, 1960 schließlich ordentlicher Professor. Daneben war Otto von 1954 bis 1968 Direktor des Instituts für Ur- und Frühgeschichte und 1961 bis 1963 Dekan der Philosophischen Fakultät. 1980 wurde er emeritiert.
Neben seinen universitären Aufgaben nahm Otto auch diverse andere Aufgaben war. Von 1952 bis 1961 fungierte er als Direktor der Abteilung für Ur- und Frühgeschichte im Museum für Deutsche Geschichte in Berlin. Von 1964 bis 1967 war er nebenamtlicher, 1968/69 hauptamtlicher Direktor des Instituts für Vor- und Frühgeschichte an der Deutschen Akademie der Wissenschaft, anschließend von 1969 bis 1977 nach der Umstrukturierung und Umbenennung der Akademie Direktor des Bereichs Ur- und Frühgeschichte am Zentralinstitut für Alte Geschichte und Archäologie der Akademie der Wissenschaften der DDR. Seit 1965 war Otto Vorsitzender des Nationalkomitees für Ur- und Frühgeschichte der DDR und von 1965 bis 1970 Präsident der Union Internationale d’Archéologie Slave. Er war Mitbegründer und von 1960 bis 1969 erster Herausgeber der Ethnographisch-Archäologische Zeitschrift. Hier wie auch auf seinem Lehrstuhl folgte ihm Heinz Grünert nach. 1969 und 1981 erhielt Otto die Auszeichnung Banner der Arbeit, 1975 den Vaterländischen Verdienstorden in Bronze und 1982 wurde er zum Ehrenmitglied der Historiker-Gesellschaft der DDR. 
Otto war Fachmann für die Archäologie der Germanen und Slawen sowie für Siedlungsarchäologie.
Verheiratet war er mit der Prähistorikerin Gisela Buschendorf-Otto (1921–2011). Er ist auf dem Zentralfriedhof Berlin-Friedrichsfelde beigesetzt.

## Schriften (Auswahl)
- Die  sozial-ökonomischen Verhältnisse bei den Stämmen der Leubinger Kultur in Mitteldeutschland. Ethographisch-archäologische Forschungen. Heft III/1. Deutscher Verlag der Wissenschaften, Berlin 1955.
- Die sozialökonomischen Verhältnisse bei den Stämmen der Leubinger Kultur in Mitteldeutschland. Beitrag zur Periodisierung der Geschichte der Urgesellschaft in Mitteleuropa, insbesondere zur Frage der militärischen Demokratie, DVW, Berlin 1955 (Ethnographisch-archäologische Forschungen, Bd. 3, T. 1)
- Schützt die Bodenaltertümer unserer Heimat. Merkheft zum Schutz und zur Erhaltung der ur- und frühgeschichtlichen Bodenaltertümer, DVW, Berlin 1957
- Lehrbuch der deutschen Geschichte. 1. Deutschland in der Epoche der Urgesellschaft, DVW, Berlin 1960 (3. Auflage 1978)
- Herausgeber: Bibliographie zur archäologischen Germanenforschung, Deutschsprachige Literatur 1941–1955. Deutscher Verlag der Wissenschaften, Berlin 1966.
- Herausgeber mit Joachim Herrmann: Siedlung, Burg und Stadt. Studien zu ihren Anfängen. Akademie-Verlag, Berlin 1967 (Schriften der Sektion für Vor- und Frühgeschichte/Deutsche Akademie der Wissenschaften zu Berlin, Bd. 25)
- mit Hansjürgen Brachmann (Herausgeber): Moderne Probleme der Archäologie. Akademie-Verlag, Berlin 1975
- mit Gisela Buschendorf-Otto: Felsbilder aus dem sudanesischen Nubien (2 Bände), Akademie-Verlag, Berlin 1993 (Publikation der Nubien-Expedition 1961-1963, Bd. 2) ISBN 3-05-001848-8